# Airi Suzuki
Airi Suzuki (鈴木 愛理?, Suzuki Airi; Gifu, 12 aprile 1994) è una modella, cantante e attrice giapponese, ex membro dei gruppi J-pop femminili C-ute e Buono!.

## Carriera
2002-2005: Hello! Project Kids, 4Kids & Aa!
Nel 2002 partecipa e supera l'audizione dell'Hello! Project, eseguendo la canzone Kimochi wa Tsutawaru di BoA. 
Ha fatto la sua prima apparizione nel mondo dello spettacolo come membro dei 4Kids, gruppo temporaneo apparso nel film del 2003 Minimoni ja Movie: Okashi na Daibōken con altre ragazze delle Morning Musume.
Nel 2003 entra a far parte della sub-unit Aa! insieme a Reina Tanaka delle Morning Musume e Miyabi Natsuyaki, rilasciando il loro primo ed unico singolo chiamato "First Kiss". 
2005-2017: °C-ute e Buono!
Nel 2005 Airi viene scelta come membro delle °C-ute, divenendo ben presto la voce principale nella maggior parte delle loro canzoni e una delle voci soliste nei concerti dal vivo. 
Dal 2007 viene scelta per far parte delle Buono! insieme alle colleghe dell'Hello! Project Momoko Tsugunaga e Miyabi Natsuyaki, entrambi membri del gruppo Berryz Koubou, insieme hanno cantato le canzoni dell'anime Shugo Chara.
Alla fine del 2010 è apparsa sulla copertina del rotocalco UP to boy assieme a Mayu Watanabe delle AKB48.
Nel 2013 Airi viene scelta per la sub-unit Dia Lady composta da lei e Risako Sugaya delle Berryz Koubou.
La sua carriera nelle °C-ute e nelle Buono! si è conclusa nel 2017 dopo lo scioglimento di entrambi i gruppi.
2018-presente: Carriera da solista
Airi ha iniziato la sua carriera da solista un anno dopo lo scioglimento delle °C-ute  pubblicando il suo primo album intitolato "Do me a favor", collaborando con Akai Ko-en, Spicy Chocolate e il gruppo musicaleSCANDAL
Nel 2019 rilascia il suo secondo album: "/"
Nel 2020 collabora insieme a Masayuki Suzuki per l'opening della seconda stagione dell'anime Kaguya-sama: Love is War, "Daddy! Daddy! Do".
Nel 2021 collabora con il gruppo Blue Vintage per la canzone "Apple Pie" e annuncia l'uscita del suo terzo album, previsto per il 2022.

## Vita privata
Entrambi i suoi genitori, Toru Suzuki e Kyoko Maruya, sono giocatori di golf professionisti, anche se la madre si è già ritirata. Ha un fratello più piccolo di nome Takayuki.
Nel 2017 si è laureata in Scienze ambientali nell'università di Keio. Attualmente frequenta il giocatore di calcio professionista Ao Tanaka.

## Discografia

### Album
| Anno | Titolo        | Dettagli                                                                   | Ranking                        | Vendite |
| ---- | ------------- | -------------------------------------------------------------------------- | ------------------------------ | ------- |
| 2018 | Do me a favor | - Pubblicato il 6 giugno 2018 - Casa discografica: Zetima - Formato: CD    | Oricon: 6 Billboard Japan: 6   | 18,273+ |
| 2019 | /             | - Pubblicato il 18 dicembre 2019 - Casa discografica: Zetima - Formato: CD | Oricon: 11 Billboard Japan: 11 | 13,412+ |

### Singoli
| Anno | Titolo | Ranking | Ranking | Vendite       | Album |
| Anno | Titolo | JPN     | JPN Hot | Vendite       | Album |
| ---- | ------ | ------- | ------- | ------------- | ----- |
| 2019 | Escape | 3       | —       | - JPN: 39,406 | I     |

### Featuring
| Anno | Artista         | Titolo           | Ranking             | Album                 |
| ---- | --------------- | ---------------- | ------------------- | --------------------- |
| 2020 | Masayuki Suzuki | Daddy! Daddy! Do | JPN: 15 JPN HOT: 29 | All Time Rock n' Roll |
| 2021 | Blue Vintage    | Apple Pie        | /                   | /                     |

## Filmografia

### Cinema
| Anno | Titolo                                  | Ruolo          |
| ---- | --------------------------------------- | -------------- |
| 2002 | Mini Moni ja Movie: Okashi na Daibōken! | L'angelo Airin |
| 2011 | Vampire Stories: BROTHERS               | Midori         |
| 2011 | Gomen Nasai                             | Yuka Hidaka    |
| 2011 | Osama Game                              | Ria Iwamura    |

### Televisione
| Anno      | Titolo                                                            | Ruolo           | Network  |
| --------- | ----------------------------------------------------------------- | --------------- | -------- |
| 2002-2007 | Hello! Morning                                                    | Se stessa       | TV Tokyo |
| 2002-2004 | Hello Kids                                                        | Se stessa       | TV Tokyo |
| 2005      | Musume Document 2005                                              | Se stessa       | TV Tokyo |
| 2005-2006 | Musume Dokyu!                                                     | Se stessa       | TV Tokyo |
| 2007-2008 | Haromoni                                                          | Se stessa       | TV Tokyo |
| 2008      | Berikyū!                                                          | Se stessa       | TV Tokyo |
| 2008      | Yorosen!                                                          | Se stessa       | TV Tokyo |
| 2008      | Hit Maker Aku Yu Monogatari                                       | Junko Sakurada  | NTV      |
| 2009      | Bijo Houdan                                                       | Se stessa       | TV Tokyo |
| 2010      | Bijo Gaku                                                         | Se stessa       | TV Tokyo |
| 2011-2012 | Hello Pro! Time                                                   | Se stessa       | TV Tokyo |
| 2011      | Keitai Kanojo                                                     | Erika Kuraishi  | —        |
| 2012      | Sūgaku Joshi Gakuen                                               | Yuri Uehara     | NTV      |
| 2012      | Piece                                                             | Madoka Setouchi | NTV      |
| 2012-2013 | Hello! Satoyama Life                                              | Se stessa       | TV Tokyo |
| 2014      | Kinkyori Renai ~Season Zero~                                      | Maika           | NTV      |
| 2014-2017 | The Girls Live                                                    | Se stessa       | TV Tokyo |
| 2017      | Hitoshi Ueki and Nobosemon                                        | Chiyo Okumura   | NHK      |
| 2021      | Ōishi Masayoshi to Suzuki Airi no Anison Kamikyoku desho de Show! | Se stessa       | Youtube  |